# Harambašići
Harambašići – wieś w Bośni i Hercegowinie, w Federacji Bośni i Hercegowiny, w kantonie środkowobośniackim, w gminie Bugojno. W 2013 roku pozostawała niezamieszkana.